# Потери в Бородинском сражении
Потери в Бородинском сражении — один из дискуссионных вопросов, связанных с итогами Бородинского сражения 26 августа (7 сентября) 1812 года,  Великая армия Наполеона ценой огромных усилий сумела оттеснить русскую армию с её первоначальных позиций, захватить большинство полевых укреплений противника и причинить последнему тяжёлые потери. Однако и Великая Армия понесла исключительно тяжелые потери.   Бородинское сражение является одним из самых кровопролитных сражений XIX века и наиболее кровопролитным из всех однодневных, бывших до него. По самым скромным оценкам совокупных потерь, каждый час на поле погибало или получало ранения около 6000 человек, обе армии потеряли примерно треть личного состава.

## Оценки русских потерь
После Бородинского сражения Наполеон составил 18-й бюллетень Великой армии в котором общие русские потери в битве оценивались в 40-50 тыс., потери среди русских генералов в 40 человек; общее количество пленных — в 5 тыс.
Сам Наполеон в эти данные не верил — днем ранее, в письме к императрице Марии-Луизе, он оценивал общие потери русских войск в 30 тыс. человек. В официальной русской версии сражения подготовленной начальником штаба Кутузова генералом К. Ф. Толем потери русской армии оценивались в 30 тыс. убитыми и ранеными «нижних чинов», а также 800 офицеров и 13 генералов. Карл Клаузевиц оценивал общие потери русской армии «около 30 000 человек».
До середины XX века большинство историков оценивало потери русской армии в 50-60 тысяч человек. Такая оценка была результатом ошибки — общие данные о потерях русской армии (около 38 тысяч человек) опубликованные в приложении к мемуарам Ермолова рассматривались как потери одной только 1-й армии (данные о потерях 2-й армии считались утраченными). По этому суммарные потери 1-й и 2-й армий ошибочно оценивались в 50 и более тысяч человек. Некоторые историки уменьшали эти цифры на 8-10 тысяч человек (до 44-48 тысяч человек), указывая, что в ведомости потерь (среди пропавших без вести) учтены солдаты, которые в ходе боя отбились от своих частей, но позднее вернулись в состав войска.
В 1941 году Б.Кац показал, что «по приказу Кутузова от 16 сентября N 26 произошло слияние 1-й и 2-й армий с сохранением названия 1-й . Следовательно, декабрьская ведомость 1-й армии отражает потери уже объединённых армий», и таким образом ведомость, которую раннее считали сводкой потери только первой армии, отражает общие потери регулярных частей русской армии
Согласно ведомостям русская армия (без учёта казаков и ополченцев) потеряла 24-26 августа 1812 года 29 060 солдат и офицеров убитыми и ранеными и 10 250 пропавшими без вести. Общие потери убитыми, раненными и пропавшими без вести составили 39 312 человек. С учётом казаков и ополченцев, а также неполноты ведомостей, ряд исследователей оценивают потери русской армии в 40-44 тысячи человек. Другие исследователи указывают, что большое количество солдат учтенных как потерянные без вести (и даже некоторые солдаты посчитанные как убитые) позднее вернулись в свои части, так что реальные потери регулярных частей русской армии в ведомости завышены. Так например в лейб-гвардии Измайловском полку в мае-августе 1813 г. в строй вернулось около 10 % солдат, относившихся до того к категории безвозвратных потерь (пропавших без вести или убитых).

## Оценки потерь Великой Армии
18-й бюллетень Великой оценивал потери Великой Армии в 10 тысяч человек. В не предназначенном для публике письме императрице Марии-Луизе Наполеон написал уклончиво — «У меня было много убитых и раненых». Участники битвы (с французской стороны) оценивали потери Великой Армии от 20 тысяч человек (Водонкур) до 40 тысяч (Лежен). Карл Клаузевиц оценивал общие потери Великой Армии «около 20 000 человек». Карл Толь оценивал потери наполеоновской армии «по вернейшим известиям к нам пришедшим через показания пленных» в 50 тысяч рядовых и полторы тысячи офицеров. В 1842 году были опубликованы воспоминания бывшего субинспектора смотров Великой армии барона Пьера-Поля Денье. В воспоминаниях Денье привел цифры рапорта, сделанного после битвы им на основе данным корпусных штабов, для маршала Бертье: 49 выбывших из строя генералов (из них 10 убитыми), 6547 офицеров, унтер-офицеров и солдат убитыми и 21 453 ранеными. В дальнейшем эти данные (обычно с округлением до 30 тысяч) использовались большинством зарубежных историков, а также некоторыми отечественными авторами. Ряд историков отмечали, что в данных Денье указано только число убитых и раненых, но полностью отсутствуют пропавшие без вести, число которых должно было быть значительно. Также приведенный Денье список убитых и раненных генералов «совершенно очевидно, был недостаточно точным», количество убитых и раненных офицеров значительно меньше, чем в поименном списке составленном Аристидом Мартиньеном. Поэтому данные Денье являются «недостаточно точными и нуждающимися в проверке». 
В. Н. Земцов попытался оценить потери французской армии при Бородино, используя следующий метод: зная число убитых и раненных офицеров (имеется поименный список составленный в начале XX века французским историком Мартиньеном), и зная среднюю пропорцию между потерями среди офицеров и потерями среди солдат наполеоновской армии (по оценке Земцова это пропорция 1:17), можно определить общие потери. По расчетам Земцова (на основе дополненных и уточненных данных Мартиньнена) в Бородинском сражении Великая армия потеряла 2083 офицера, в этом случае, при пропорции потерь среди офицеров и солдат 1:17, потери наполеоновской армии убитыми и ранеными при Бородино должны составить составили примерно 35.5 тыс. человек. Однако данную оценку историк пересмотрел в сторону уменьшения  до 30 тысяч человек. Оценка Земцова принципиально не включает пропавших без вести: тех кто попал в плен (1 100 человек), небоевые потери за 24-26 августа (по оценке Земцова - 1500 человек) а также тех кто отбился от своих частей. Д. Целорунго, опираясь на известное число убитых и раненных офицеров Великой армии, оценил общие потери войск Наполеона при Бородино в 38 000 человек.

## Потери армий по официальным данным за 24-26 августа
Потери русской регулярной армии (без учёта иррегулярной казачьей конницы и ополчения) приводятся по Ведомости потерь 1-й и 2-й Западной армий в сражении при Бородине, обработанной историком С. Львовым. Потери великой армии приводятся по данным барона Денье
|                   | Потери русской регулярной армии | Потери Великой армии |
| ----------------- | ------------------------------- | -------------------- |
| убито             | 9 271                           | 6 569                |
| ранено            | 19 790                          | 21 517               |
| пропало без вести | 10 250                          | нет данных           |

По мнению историка Д.Целорунго «такая категория потерь, как без вести пропавшие, во французских источниках, связанных с потерями при Бородине, похоже, отсутствует по той причине, что количество пропавших без вести воинов Великой армии просто никто не подсчитывал». В русской армии неизвестны потери иррегулярной казачьей конницы и ополчения. Впрочем их участие в битве было незначительным (ополченцы все сражение простояли в резерве, а казаки минимально участвовали в сражении), так что эти потери «общепринято считать незначительными».

## Проблема пропавших без вести
Обе армии, в  ходе сражения, понесли большие потери пропавшими без вести. Часть пропавших без вести погибла или попала в плен, а часть отстала в ходе боя от своих частей (и позднее возвратилась в строй).  В.Земцов отмечает, на основе анализа известных полковых рапортов о потерях Великой армии "командиры в рапортах, тем более составленных сразу после боя, были склонны весьма завышать потери, а во-вторых, в эти цифры автоматически включались те, кто по тем или иным причинам оторвался от своей части"  . Например по 30-му линейному полку  "был убит 21 и ранен 31 офицер. При первой перекличке в Москве 15 сентября в строю было только 37 офицеров, но при повторной перекличке 1 октября их число возросло до 68. Из них определенно 27 офицеров – это те, кто был ранен в сражении, но возвратился в строй, остальные – это «пропавшие без вести»".
Аналогичная ситуация сложилась и в русской армии. По мнению военного историка Модеста Богдановича  "из этого числа (общих потерь русской армии) следует исключить ....от восьми до десяти тысяч человек, которые, рассеявшись в пылу боя, в последствии присоединились къ войскам". Д.Целорунго отмечает многочисленные факты возвращения строй солдат, ранее учтенных как пропавшие без вести.
Наличие многочисленных пропавших без вести (часть из которых позднее вернулась в строй) крайне затрудняет как оценку потерь, так и сравнение потерь противоборствующих армий. По мнению Д.Целорунго "если в итоговых цифрах потерь русской армии обязательно учитывается количество пропавших без вести (около 10 тысяч солдат), то при учёте (общих) потерь со стороны Великой армии количество пропавших без вести солдат отсутствует"

## Потери командного состава
В русской армии убито в бою 2 генерала, 2 генерала смертельно ранено, ранено и контужено 24 (из этого числа двое позднее скончались от ран), один генерал (Лихачев) попал в плен. От общего числа генералов русской армии участвовавших в Бородинском сражении (89) убито и смертельно ранено 4,6 %, ранено 27 %, попало в плен 1,1 %. Суммарные потери среди генералов от общего числа генералов — 32,7 %. В Великой армии убито 7 генералов и ранено 44 (включая контуженого маршала Даву), один генерал (Бонами) попал в плен. От общего числа генералов и маршало (167) убито 4,2 %, ранено 26,3 %, попало в плен 0,6 %. Суммарные потери среди генералов от общего числа генералов и маршалов — 31,1 %.
Потери офицеров русской армии составили: убито 211 человек, ранено 1184, пропало без вести 44. Общие потери офицеров русской армии составили 1 439 человек, что составляет 34,8 % от общего количества офицеров участвовавших в сражении. По расчетам французского историка Аристида Мартиньена потери офицеров армии Наполеона составили: убито 480 человек, ранено 1448 . Общие потери офицеров армии Наполеона составили 1 928 человек. Более позднее исследование В.Земцова  увеличило цифру потерь среди офицеров Великой армии до 2023 человек . Абсолютные потери офицеров армии Наполеона выше, чем офицеров русской армии, но это объясняется тем, что количество офицеров наполеоновской армии было выше. Относительные потери среди офицеров в обеих армиях были примерно одинаковы, и составили около одной трети от общей численности офицеров участвовавших в сражении..  Так в русской армии среди командиров 150 полков (включая казачьи полки и полки ополчения) ранено 46 и убито 5, что составляет 34 % от общего числа командиров полков. Среди командиров 140 полков великой армии ранено 44, трое убиты и двое взяты в плен, что составляет 34,1 %
| Потери офицеров русской армии, убитыми, ранеными и попавшими в плен | Потери офицеров Великой армии убитыми, раненными и попавшими в плен |
| ------------------------------------------------------------------- | ------------------------------------------------------------------- |
| генералов: 29 (32.7 %)                                              | генералов и маршалов: 52 (31.1 %)                                   |
| командующих полками: 51 (34 %)                                      | командующих полками 48 (34.1 %)                                     |

В ходе всей кампании 1812 года в России Великая Армия потеряла убитыми и раненными 9 380 офицеров (2 965 были убиты и  6 415 ранены) , то есть потери при Бородино составляют примерно пятую часть всех потерь Великой Армии в хоже кампании 1812 года.
По количеству потерь среди генералов и маршалов наполеоновской армии, Бородинское сражение уступает только трехдневному сражению при Лейпциге, но значительно превосходит сражения при Ваграме и Ватерлоо .
| сражение      | Потери генералов и маршалов Великой армии убитыми, раненными и попавшими в плен |
| ------------- | ------------------------------------------------------------------------------- |
| Аустерлиц     | 14                                                                              |
| Прейсиш-Эйлау | 23                                                                              |
| Ваграм        | 39                                                                              |
| Бородино      | 52                                                                              |
| Березина      | 32                                                                              |
| Лейпциг       | 66                                                                              |
| Ватерлоо      | 35                                                                              |

## Пленные и трофеи
Русскими войсками в ходе сражения захвачено пленных   1100 человек, включая одного генерала (Бонами). Наполеоновские войска захватили в плен от 700 до 1000 человек, включая одного генерала (Лихачева) .  Трофеями русских войск стали от 10 до 13 орудий. Наполеоновской армией в ходе боя захвачено «не более 20 орудий подбитых, с поломанными лафетами» .  Известно, что Наполеон был крайне удручен малым количеством пленных и трофеев:   "Император много раз повторял, что он не может понять, каким образом редуты и позиции, которые были захвачены с такой отвагой и которые мы так упорно защищали, дали нам лишь небольшое число пленных. Он много раз спрашивал у офицеров, прибывших с донесениями, где пленные, которых должны были взять. Он посылал даже в соответствующие пункты удостовериться, не были ли взяты еще другие пленные. Эти успехи без пленных, без трофеев не удовлетворяли его" .  Ничтожное число пленных и трофеев, повлияло на решение Наполеона не вводить в бой оставшиеся в резерве части гвардии .

## Оценки влияния потерь в Бородинской битве на дальнейший ход войны
Карл Клаузевиц полагал, что потери при Бородино сместили баланс сил в пользу Великой армии: «При равной храбрости войск обеих сторон, в бою на очень узком пространстве следовало ожидать только того, что произошло в действительности, а именно медленного опускания чаши весов к невыгоде русских». Иначе оценил результаты сражения, наполеоновский маршал Гувион Сен-Сир: по его мнению потери русской армии «почти вознаграждались потерями Наполеона; и на стороне русских было то огромное преимущество, что беспрестанно получаемые ими подкрепления должны были вскоре изгладить следы их [потерь], между тем пустота, открывшаяся в наших рядах, не пополнялась». Ряд историков отмечали, что катастрофические последствия для Великой армии имела потеря лошадей (использовавшихся как в кавалерии, так и для транспортировки пушек) в Бородинской битве: "большая убыль конного состава. Бородино стало кладбищем французской конницы, что пагубно сказалось во время второго этапа войны. Недостаток кавалерии и потеря, вследствие этого, маневренности в военном отношении стали одними из основных причин катастрофической гибели наполеоновской армии в России"   "Если к Бородинскому сражению еще удавалось обеспечивать более или менее удовлетворительную транспортировку материальной части артиллерии, то уже после сражения, отмеченного небывалой убылью конского состава...состояние артиллерийских лошадей стало просто катастрофическим. Обычно утверждают, что Бородино стало могилой кавалерии Великой армии. Но еще более справедливо утверждать это в отношении ее артиллерии" .